# Regulaciones Federales de Aviación
Las Regulaciones Federales de Aviación, o FARs (en inglés Federal Aviation Regulations), son reglas prescritas por la Administración Federal de Aviación, o FAA (en inglés Federal Aviation Administration), que rige todas las actividades referentes a la aviación en los Estados Unidos. Las FARs son parte del Título 14 del Código de Regulaciones Federales, o CFR (en inglés Code of Federal Regulations). Una amplia variedad de actividades son controladas, como el diseño y mantenimiento de aeronaves, vuelos frecuentes de aerolíneas, actividades de entrenamiento de pilotos, vuelo de globos aerostáticos, aeronaves más ligeras que el aire, peso de estructuras artificiales, balizas de señalización de obstáculos fijos, e incluso lanzamientos de cohetes de modelismo, operaciones de aviones de modelismo, operaciones de sistemas de aeronaves no tripuladas y drones, y vuelo de cometas. Las reglas se diseñan para promover la seguridad en la aviación, proteger a los pilotos, auxiliares de vuelo, pasajeros y al público en general de riesgos innecesarios. Desde 1958, estas reglas se han conocido como "FARs". Sin embargo, otra colección de regulaciones (Título 48) se denomina "Regulaciones Federales de Adquisición", y esto ha llevado a confusión con el uso del acrónimo "FAR". Por tanto, la FAA comenzó a referirse a regulaciones específicas con el término "14 CFR Parte XX".

## Organización
Las FARs se organizan en secciones llamadas partes debido a su organización dentro del CFR. Cada parte trata sobre un tipo específico de actividad. Por ejemplo, 14 CFR Parte 141 contiene reglas para escuelas de entrenamiento de pilotos. Las secciones más relevantes para pilotos de aeronaves y Técnicos de Mantenimiento de Aviación (AMTs, del inglés Aviation Maintenance Technicians) se enumeran abajo. Muchas de las FARs son designadas para regular la certificación de pilotos, escuelas, o aeronaves más que para la operación de aviones. Una vez que el diseño de un avión es certificado utilizando parte de estas regulaciones, este será certificado sin importar si las regulaciones cambian en el futuro. Por esta razón, los aviones más nuevos se certifican utilizando versiones más recientes de las FARs, y, consecuentemente, en muchos aspectos se pueden considerar diseños más seguros.

## Reglamentos de interés
Las FARs se dividen en decenas de miles de secciones separadas. A continuación, se enumeran algunos de los reglamentos particularmente interesantes.

### Parte 1
En la Parte 1.1 se encuentran las definiciones, de las cuales dependen muchas otras FARs.

### Parte 23
Presenta las normas de aeronavegabilidad requeridas para la emisión y cambio de certificados de tipo en ciertas categorías de aviones:
- Nueve pasajeros o menos, 12500 libras o menos de MTOW, categorizados como:
  - Normal: operación no acrobática
  - Utilitario: operación acrobática limitada
  - Acrobático: sin restricciones
- Categoría de pasajeros (del inglés, commuter airplanes): aviones multimotor, 19 o menos pasajeros, 19000 libras o menos MTOW, operación no acrobática.

Contiene un gran número de regulaciones para asegurar la aeronavegabilidad en áreas tales como las cargas estructurales, fuselaje, rendimiento, estabilidad, controlabilidad, mecanismos de seguridad, cómo deben construirse los asientos, sistemas de presurización de aire y oxígeno, prevención de incendios, escotillas de escape, procedimientos de gestión del vuelo y comunicaciones de control, procedimientos de aterrizaje de emergencia y otras limitaciones, así como pruebas de todos los sistemas de la aeronave.
Determina aspectos especiales del rendimiento de la aeronave, como la velocidad de entrada en pérdida (por ejemplo, para aviones monomotores no más de 113 km/h -61 nudos-), velocidad de trepada (no inferior a 90 m/minuto -300 pies/min-), velocidad de despegue (no inferior a 1,2 x VS1) y el peso de cada piloto y pasajero (77 kg para los aviones en las categorías normales y regionales, y 86 kg para las categorías de acrobacia y utilidad).
El Cessna 177, Cirrus SR20 y el Piper PA-34 Seneca son un claro ejemplo de aeronaves certificadas a partir de la Parte 23 de las FARs.
La mayor parte de los Reglamentos Federales de Aviación comenzaron el 1 de febrero de 1965. Antes de esa fecha, las normas de aeronavegabilidad para aviones de la categoría normal, utilidad y acrobática se establecieron en la Parte 3 del ''US Civil Air Regulations''. Muchas aeronaves ligeras conocidas han obtenido el certificado de tipo a partir de la CAR Parte 3, pese a seguir en producción después de 1965, como es el caso del Cessna 150 y Piper Cherokee.
La FAA propone elaborar un nuevo sistema basado en el rendimiento de la aeronavegabilidad, en lugar del sistema actual basado en los requisitos de diseño. Las clasificaciones actuales de peso y propulsión de las regulaciones para aviones pequeños podrían ser reemplazadas por estándares de rendimiento basados en el riesgo para aeronaves de menos de 8600 kg (19.000 libras) y capacidad para 19 o menos pasajeros.

### Parte 25
Esta parte contiene las normas de aeronavegabilidad de las aeronaves de transporte.
Los aviones de la categoría de transporte son:
- Aviones con 10 o más asientos o un peso máximo de despegue (MTOW) mayor de 5670 kg (12.500 libras); o
- Aviones de hélice con más de 19 asientos o un MTOW mayor de 8618 kg (19.000 libras).
- Un adulto femenino en verano peso 179lb y en invierno 184lb 
- Un adulto masculino en verano 200lb y en invierno 205lb
- Un niño según la FAR en verano 82lb y en invierno 87lb

### Parte 27
Esta parte, contiene las normas de aeronavegabilidad de las aeronaves de alas giratorias pertenecientes a la categoría normal. Pudiendo certificar aeronaves con un peso máximo al despegue de hasta 3180 kg (7000 libras) y 9 o menos pasajeros, como pueden ser el Robinson R44, el Schweizer 300 y el Bell 429.

### Parte 29
Esta parte contiene las normas de aeronavegabilidad de las aeronaves de alas giratorias pertenecientes a la categoría de transporte. Pudiendo certificar aeronaves con un peso máximo de despegue de más de 3180 kg (7000 libras) y 10 o más pasajeros. Aquellos cuyo peso máximo de despegue sea superior a 9000 kg (20.000 lb) deben estar certificados de forma adicional para los estándares de categoría A definidos en esta parte.

### Operaciones privadas y comerciales
Para todos los pilotos, hay una distinción importante en las partes que abordan las clases de vuelo. Estas partes no distinguen el tipo de aeronave, sino el tipo de actividad que se realiza con el avión. Las regulaciones para la aviación comercial y de cercanías son mucho más intensivas que las de la aviación general, y se requiere de entrenamiento específico. Por lo tanto, los vuelos se refieren a menudo como operaciones de la Parte XX. Esto se hace para especificar cuál de los diferentes conjuntos de reglas se aplica en un caso particular. Además, para distinguir entre diferentes niveles de entrenamiento y diferentes programas de estudio que podrían ofrecer a los estudiantes, las escuelas de vuelo se designarán a menudo como Parte 61 o Parte 141.
La Parte 61 es la certificación para todos los pilotos, instructores de vuelo e instructores de tierra.
La Parte 63 es la certificación para tripulantes de vuelo que no sean pilotos; Tales como ingenieros de vuelo y navegadores de vuelo.
La Parte 65 es la certificación para los aviadores que no sean tripulantes de vuelo; Tales como Operadores de Torre de Control de Tránsito Aéreo, Despachadores de Aviones, Mecánicos, Reparadores y Aparejadores de Paracaídas.

La Parte 91 es para reglas generales de operación para todas las aeronaves. Los vuelos de aviación general se llevan a cabo bajo esta parte. La Parte 91, Subparte (K) prescribe las reglas de operación para los programas de propiedad fraccional.
La Parte 117 trata las limitaciones de vuelo, de tiempo de servicio y los requisitos de descanso para los miembros de la tripulación de vuelo.